# Associazione Calcio Reggiana 1996-1997
Questa voce raccoglie le informazioni riguardanti l'Associazione Calcio Reggiana nelle competizioni ufficiali della stagione 1996-1997.

## Stagione
Nella stagione 1996-1997 risalita in Serie A dopo una sola stagione, la Reggiana si affida al romeno Mircea Lucescu che sostituisce il partente Carlo Ancelotti. Rispetto al campionato precedente i granata si vedono privati dell'estrosa mezzala Pietro Strada che finisce al Parma e di Colucci (ceduto al Verona), ma arrivano i difensori Grun (Parma) assieme ad Hatz e Baiersdorfer, poi l'esterno di centrocampo Sabau (ex Brescia) e i centrocampisti Carbone (Atalanta) e Pedone (Bari). In attacco ecco Tovalieri (già al Bari) e il sudamericano Valencia.
Gli emiliani esordiscono costringendo al pari la Juventus futura campione d'Italia, ma in seguito non riusciranno mai a vincere tra le mura amiche, realizzando il primato negativo nella storia della A. Il 24 novembre 1996 Lucescu è esonerato, a causa della sconfitta per 2-0 sul campo di Vicenza. In sua sostituzione, viene preso l'esordiente Francesco Oddo con cui la Reggiana centra la prima vittoria: il 5 gennaio 1997, a Perugia.

Alessandro Mazzola (a destra) alle prese col parmense Bravo nel derby dell'Enza del 21 settembre 1996

In occasione di Reggiana-Parma del 16 febbraio, terminata 0-0, si verifica una violenta contestazione da parte dei tifosi: il lancio di rubinetti in campo comporterà la squalifica dello stadio. La retrocessione è aritmeticamente certa con quattro turni di anticipo, dopo la sconfitta per 3-1 subita contro il Milan.
Il primato negativo del minor numero di vittorie stagionali, due, è condiviso con Varese (1965-66), Brescia (1994-95), Napoli (1997-98) e Ancona (2003-04).

## Divise e sponsor
Lo sponsor tecnico per la stagione 1996-1997 è Asics, mentre lo sponsor ufficiale è Giglio.
La prima divisa è una maglia a sfondo granata con delle sottili righe verticali di colore blu, accompagnata, a seconda delle esigenze, da pantaloncini granata o blu e da calzettoni granata. La divisa di riserva presenta lo stesso disegno della prima maglia ma a colori invertiti (sfondo blu e righe verticali granata), mentre la terza divisa è completamente bianca con bordi granata.
| Casa | Trasferta | Terza divisa |

## Rosa
| N. |                     | Ruolo | Calciatore           |
| -- | ------------------- | ----- | -------------------- |
| 1  | Italia (bandiera)   | P     | Ettore Gandini       |
| 2  | Italia (bandiera)   | C     | Gianluca Sordo       |
| 3  | Italia (bandiera)   | D     | Giordano Caini       |
| 4  | Italia (bandiera)   | C     | Alessandro Mazzola   |
| 5  | Germania (bandiera) | D     | Dietmar Beiersdorfer |
| 6  | Italia (bandiera)   | D     | Angelo Gregucci      |
| 7  | Italia (bandiera)   | C     | Marco Schenardi      |
| 8  | Italia (bandiera)   | C     | Francesco Pedone     |
| 9  | Italia (bandiera)   | C     | Angelo Carbone       |
| 10 | Italia (bandiera)   | A     | Sandro Tovalieri     |
| 11 | Russia (bandiera)   | A     | Igor' Simutenkov     |
| 13 | Belgio (bandiera)   | D     | Georges Grün         |
| 14 | Italia (bandiera)   | C     | Nicolò Sciacca       |
| 15 | Italia (bandiera)   | D     | Gianluca Cherubini   |
| 16 | Italia (bandiera)   | D     | Giovanni Orfei       |
| 17 | Italia (bandiera)   | C     | Max Tonetto          |
| 18 | Colombia (bandiera) | A     | Adolfo Valencia      |
| 19 | Austria (bandiera)  | D     | Michael Hatz         |
| 20 | Romania (bandiera)  | C     | Ioan Sabău           |

| N. |                        | Ruolo | Calciatore           |
| -- | ---------------------- | ----- | -------------------- |
| 21 | Italia (bandiera)      | D     | Paolo Mozzini        |
| 22 | Italia (bandiera)      | P     | Marco Ballotta       |
| 23 | Italia (bandiera)      | C     | Fernando De Napoli   |
| 24 | Italia (bandiera)      | D     | Carmelo La Spada     |
| 25 | Portogallo (bandiera)  | C     | António Pacheco      |
| 26 | Inghilterra (bandiera) | C     | Franz Carr           |
| 27 | Italia (bandiera)      | D     | Filippo Galli        |
| 28 | Italia (bandiera)      | A     | Pietro Parente       |
| 29 | Italia (bandiera)      | A     | Massimo Minetti      |
| 30 | Italia (bandiera)      | D     | Fabio Faso           |
| 31 | Italia (bandiera)      | D     | Gabriele Grossi      |
| 32 | Italia (bandiera)      | D     | Davide Orlandini     |
| 33 | Italia (bandiera)      | C     | Sebastiano Vecchiola |
| 34 | Italia (bandiera)      | A     | Damiano Longhi       |
| 35 | Italia (bandiera)      | C     | Paolo Coppola        |
| 36 | Italia (bandiera)      | C     | Luca Ariatti         |
| 37 | Italia (bandiera)      | A     | Christian Araboni    |
| 39 | Italia (bandiera)      | D     | Fabio Caselli        |
| 40 | Italia (bandiera)      | D     | Ivano Casanova       |

## Calciomercato

### Sessione estiva
| Acquisti | Acquisti             | Acquisti        | Acquisti   |
| R.       | Nome                 | da              | Modalità   |
| -------- | -------------------- | --------------- | ---------- |
| D        | Michael Hatz         | Rapid Vienna    | Definitivo |
| D        | Georges Grün         | Anderlecht      | Definitivo |
| D        | Dietmar Beiersdorfer | Colonia         | Definitivo |
| D        | Gianluca Cherubini   | Roma            | Definitivo |
| C        | Francesco Pedone     | Bari            | Definitivo |
| C        | Ioan Sabău           | Brescia         | Prestito   |
| C        | António Pacheco      | Belenenses      | Definitivo |
| C        | Gianluca Sordo       | Milan           | Definitivo |
| C        | Angelo Carbone       | Piacenza        | Definitivo |
| C        | Nicolò Sciacca       | Foggia          | Definitivo |
| C        | Paolo Coppola        | Conegliano      | Definitivo |
| A        | Pietro Parente       | Bari            | Definitivo |
| A        | Adolfo Valencia      | América de Cali | Definitivo |
| A        | Sandro Tovalieri     | Atalanta        | Definitivo |

| Cessioni | Cessioni               | Cessioni   | Cessioni                        |
| R.       | Nome                   | a          | Modalità                        |
| -------- | ---------------------- | ---------- | ------------------------------- |
| D        | Eugenio Sgarbossa      | SPAL       | Definitivo                      |
| D        | Roberto Cevoli         | Torino     | Definitivo                      |
| D        | Massimiliano Tangorra  | Foggia     | Definitivo                      |
| D        | Paolo Ziliani          | Cosenza    | Definitivo                      |
| C        | Pietro Strada          | Parma      | Definitivo (3,5 miliardi di L.) |
| C        | Leonardo Colucci       | Verona     | Definitivo                      |
| C        | Fabrizio Di Mauro      |            | Fine carriera                   |
| A        | Marco Di Costanzo      | Triestina  | Definitivo                      |
| A        | Antonio Rizzolo        | Ascoli     | Definitivo                      |
| A        | Adriano Alex Taribello | Solbiatese | Definitivo                      |

### Sessioni autunnale e invernale
| Acquisti | Acquisti             | Acquisti    | Acquisti      |
| R.       | Nome                 | da          | Modalità      |
| -------- | -------------------- | ----------- | ------------- |
| D        | Gabriele Grossi      | Roma        | Definitivo    |
| D        | Filippo Galli        | Milan       | Definitivo    |
| C        | Damiano Longhi       | Hércules    | Definitivo    |
| C        | Sebastiano Vecchiola | Pescara     | Definitivo    |
| C        | Franz Carr           | Aston Villa | Definitivo    |
| C        | Nicolò Sciacca       | Reggina     | Fine prestito |

| Cessioni | Cessioni         | Cessioni | Cessioni                      |
| R.       | Nome             | a        | Modalità                      |
| -------- | ---------------- | -------- | ----------------------------- |
| D        | Paolo Mozzini    | Como     | Prestito                      |
| D        | Giovanni Orfei   | Ascoli   | Prestito                      |
| D        | Carmelo La Spada | Gualdo   | Definitivo                    |
| C        | Marco Schenardi  | Vicenza  | Definitivo                    |
| C        | Francesco Pedone | Venezia  | Definitivo                    |
| C        | Nicolò Sciacca   | Reggina  | Prestito                      |
| C        | Angelo Carbone   | Atalanta | Definitivo (2 miliardi di L.) |
| A        | Sandro Tovalieri | Cagliari | Definitivo                    |

## Risultati

### Serie A

#### Girone di andata
| Arbitro: | Farina (Novi Ligure) |

|              |           |            |
| Tovalieri 9’ | Marcatori | 7’ C.Vieri |

| Arbitro: | Bazzoli (Merano) |

|           |           |  |
| Caccia 4’ | Marcatori |  |

| Arbitro: | Trentalange (Torino) |

|                                            |           |                         |
| Grun 10’ (aut.) Chiesa 37’ (rig.) Zola 60’ | Marcatori | 25’ Sabau 58’ Tovalieri |

| Arbitro: | Braschi (Prato) |

|              |           |            |
| Valencia 78’ | Marcatori | 6’ Tommasi |

| Arbitro: | Bonfrisco (Monza) |

|                                   |           |                                 |
| Tovalieri 14’ (rig.) Gregucci 51’ | Marcatori | 2’ (rig.) De Vitis 89’ Siviglia |

| Arbitro: | Pellegrino (Barcellona Pozzo di Gotto) |

|                                 |           |  |
| Luiso 23’, 76’ Di Francesco 88’ | Marcatori |  |

| Arbitro: | Tombolini (Ancona) |

|                      |           |                |
| Tovalieri 31’ (rig.) | Marcatori | 13’ R. Mancini |

| Arbitro: | Bolognino (Milano) |

|                        |           |              |
| Bierhoff 48’ Poggi 88’ | Marcatori | 64’ Valencia |

| Arbitro: | Beschin (Legnago) |

|              |           |                                                  |
| Valencia 42’ | Marcatori | 52’ Andersson 70’ Paramatti 77’ (rig.) Kolyvanov |

| Arbitro: | Dagnello (Trieste) |

|                     |           |  |
| Ambrosetti 34’, 76’ | Marcatori |  |

| Arbitro: | Borriello (Mantova) |

|  |           |                          |
|  | Marcatori | 84’ Nedvěd 90’ Casiraghi |

| Arbitro: | Rodomonti (Teramo) |

|                    |           |                    |
| Pancaro 10’ (rig.) | Marcatori | 49’ (aut.) Pancaro |

| Arbitro: | De Santis (Tivoli) |

|  |           |                                      |
|  | Marcatori | 3’, 71’ (rig.), 78’ (rig.) Albertini |

| Arbitro: | Farina (Novi Ligure) |

|             |           |               |
| Pacheco 42’ | Marcatori | 64’ Djorkaeff |

| Arbitro: | Bettin (Padova) |

|                     |           |                                 |
| Ballotta 89’ (aut.) | Marcatori | 77’, 87’ Simutenkov 90’ Parente |

| Reggio Emilia 12 gennaio 1997 16ª giornata | Reggiana    | 0 – 0 referto | Fiorentina | Stadio Giglio\| Arbitro: \| Trentalange \| |
| Arbitro:                                   | Trentalange |               |            |                                            |

| Arbitro: | Pellegrino (Barcellona Pozzo di Gotto) |

|                |           |  |
| F. Inzaghi 41’ | Marcatori |  |

#### Girone di ritorno
| Arbitro: | Bolognino (Milano) |

|                                         |           |             |
| Padovano 5’ Jugović 26’ Tacchinardi 88’ | Marcatori | 90’ Parente |

| Arbitro: | Stafoggia (Pesaro) |

|                  |           |              |
| Beiersdorfer 60’ | Marcatori | 44’ Aglietti |

| Reggio Emilia 16 febbraio 1997 20ª giornata | Reggiana           | 0 – 0 referto | Parma | Stadio Giglio\| Arbitro: \| Rodomonti (Teramo) \| |
| Arbitro:                                    | Rodomonti (Teramo) |               |       |                                                   |

| Arbitro: | Bonfrisco (Monza) |

|                     |           |                                   |
| Moriero 3’ Totti 9’ | Marcatori | 65’ Simutenkov 90’(aut.) Tetradze |

| Arbitro: | Branzoni (Pavia) |

|                  |           |                                                 |
| Maniero 28’, 74’ | Marcatori | 10’, 79’ Simutenkov 48’(aut.) Baroni 54’ Grossi |

| Bologna 9 marzo 1997 23ª giornata | Reggiana          | 0 – 0 referto | Piacenza | Stadio Renato Dall'Ara\| Arbitro: \| Messina (Bergamo) \| |
| Arbitro:                          | Messina (Bergamo) |               |          |                                                           |

| Arbitro: | Beschin (Legnago) |

|                                |           |  |
| Montella 5’, 68’ Carparelli 8’ | Marcatori |  |

| Reggio Emilia 23 marzo 1997 25ª giornata | Reggiana         | 0 – 0 referto | Udinese | Stadio Giglio\| Arbitro: \| Rossi (Ciampino) \| |
| Arbitro:                                 | Rossi (Ciampino) |               |         |                                                 |

| Arbitro: | Serena (Bassano del Grappa) |

|                                  |           |                          |
| Kolyvanov 45’, 61’ Andersson 54’ | Marcatori | 22’ Valencia 90’ Parente |

| Reggio Emilia 13 aprile 1997 27ª giornata | Reggiana         | 0 – 0 referto | Vicenza | Stadio Giglio\| Arbitro: \| Branzoni (Pavia) \| |
| Arbitro:                                  | Branzoni (Pavia) |               |         |                                                 |

| Arbitro: | Racalbuto (Gallarate) |

|                                                      |           |                |
| Signori (R) 12’ Nedved 16’, 66’ Protti 22’, 32’, 37’ | Marcatori | 42’ Simutenkov |

| Arbitro: | Bolognino (Milano) |

|  |           |                                     |
|  | Marcatori | 10’ Muzzi 13’ Tovalieri 35’ O'Neill |

| Arbitro: | Rossi (Ciampino) |

|                                    |           |             |
| Dugarry 12’ Albertini 69’ Weah 90’ | Marcatori | 72’ Minetti |

| Arbitro: | Beschin (Legnago) |

|                        |           |           |
| Ince 42’, 90’ Ganz 60’ | Marcatori | 66’ Galli |

| Arbitro: | Racalbuto (Gallarate) |

|                      |           |                                         |
| Materazzi (aut.) 48’ | Marcatori | 37’ Materazzi 44’ Giunti 40’, 87’ Negri |

| Arbitro: | Pin (Conegliano Veneto) |

|                                |           |  |
| Batistuta 7’, 62’ Robbiati 18’ | Marcatori |  |

| Arbitro: | Serena (Bassano del Grappa) |

|  |           |                                                 |
|  | Marcatori | 11’ (rig.), 88’ (rig.) F. Inzaghi 90’ Fortunato |

### Coppa Italia
| Arbitro: | De Santis (Tivoli) |

|                              |           |                                             |
| Albieri 1’ F. Fermanelli 20’ | Marcatori | 31’, 35’, 90’ Tovalieri 65’ (rig.) Valencia |

| Arbitro: | Braschi (Prato) |

|  |           |                             |
|  | Marcatori | 73’, 90+3’ (pen.) R. Baggio |